# Bruno Stäblein
Bruno Stäblein (ur. 5 maja 1895 w Monachium, zm. 6 marca 1978 w Erlangen) – niemiecki muzykolog.

## Życiorys
Uczył się gry na fortepianie i organach oraz kompozycji i dyrygentury w Staatliche Akademie der Tonkunst w Monachium. Jednocześnie studiował muzykologię u Adolfa Sandbergera i Theodora Kroyera na Uniwersytecie Monachijskim, gdzie w 1918 roku uzyskał tytuł doktora na podstawie dysertacji Musicque de Joye: Studien zur Instrumentalmusik des 16. Jahrhunderts. Pracował jako dyrygent teatralny i operowy w Monachium (1918–1919), Innsbrucku (1919–1920) i Coburgu (1920–1926), w latach 1920–1929 był ponadto dyrygentem Ernst-Albert-Oratorien-Verein. Od 1931 do 1945 roku był wykładowcą Altes Gymnasium w Ratyzbonie. W 1945 roku zorganizował instytut muzykologii przy ratyzbońskim Philologisch-Theologische Hochschule, którym kierował od 1953 roku. W 1948 roku habilitował się na uniwersytecie w Erlangen na podstawie pracy Hymnestudien. Od 1956 do 1963 roku kierował na tym uniwersytecie katedrą muzykologii. Od 1967 roku był przewodniczącym Gesellschaft für Bayerische Musikgeschichte.
W swojej pracy naukowej zajmował się muzyką okresu średniowiecza, prowadził studia źródłoznawcze i prace edytorskie, założył i prowadził wydawnictwo źródłowe „Monumenta Monodica Medii Aevi”. Był autorem licznych prac syntetycznych i przyczynkarskich oraz haseł encyklopedycznych.